# Silicification

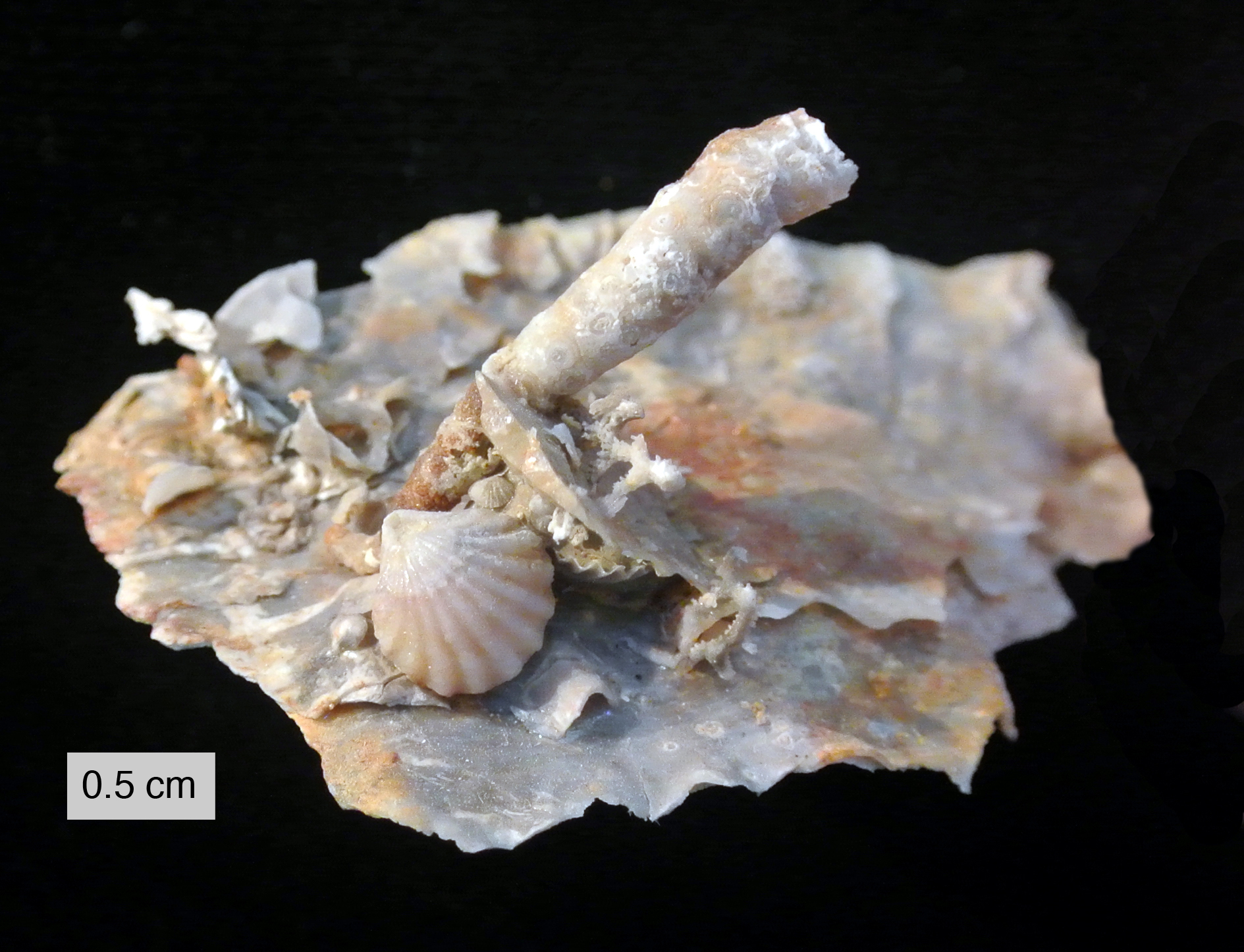
Coquillages fossiles silicifiés

La silicification est, en géologie, un processus de pétrification au cours duquel des fluides riches en silice s'infiltrent dans les vides de matériaux terrestres, tels que les roches, le bois, les os, les coquillages, et y substituent les composés d'origine par de la silice (SiO2). La silice est une molécule naturelle et abondante que l'on trouve dans les matières organiques et inorganiques, y compris dans la croûte et le manteau terrestres. Il existe différents mécanismes de silicification. Dans celle du bois, la silice pénètre et y occupe les fissures et les vides, tels que les vaisseaux et les parois cellulaires. La matière organique d'origine est conservée tout au long du processus et se décomposera progressivement au fil du temps. Dans la silicification des carbonates, la silice finit par en occuper le même volume. Ce remplacement total est rendu possible par la dissolution des minéraux de la roche d'origine et la précipitation de la silice. Cela conduit à un départ des matériaux d'origine hors du système,. La silice peut ne remplacer que des composants minéraux spécifiques du substrat en fonction des structures et de la composition de la roche d'origine. L'acide silicique (H4SiO4) circulant dans les fluides enrichis en silice forme du quartz lenticulaire, nodulaire, fibreux ou agrégé, de l'opale ou de la calcédoine qui cristallise dans la roche. La silicification se produit lorsque des roches ou des matériaux organiques rentrent en contact avec des eaux de surface riches en silice, enfouis sous des sédiments et au contact d'écoulement d'eaux souterraines, ou encore enfouis sous des cendres volcaniques. La silicification est souvent associée à des processus hydrothermaux. La température de silicification varie dans divers cas : dans des conditions d'enfouissement ou celles d'eau de surface, la température de silicification semble être entre environ 25 à 50 °C ; alors que les températures pour les inclusions fluides siliceuses peuvent aller jusqu'à 150–190 °C,. La silicification pourrait se produire au cours d'une phase de syn-déposition ou de post-déposition, généralement le long des couches marquant des changements dans la sédimentation tels que des discordances ou des plans de stratification,.

## Sources de silice

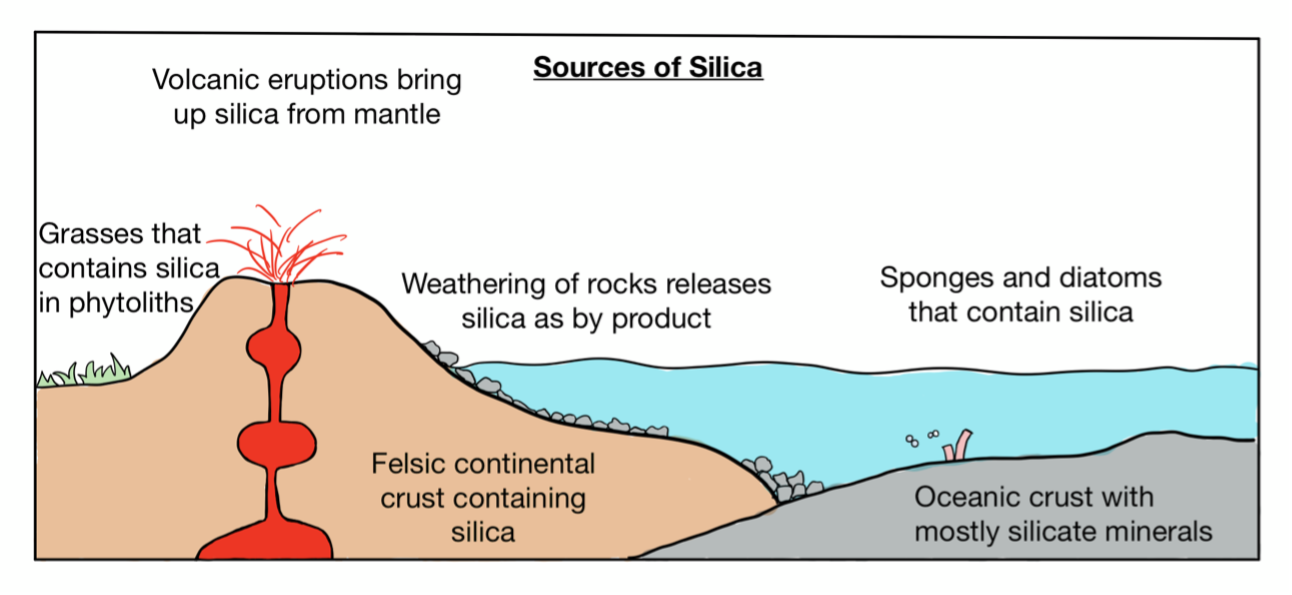
Un schéma simplifié expliquant les sources de silice pour la silicification. Les phytolithes des graminées, des éponges et des diatomées sont les sources biogéniques de silice. Les phytolithes fournissent généralement une source continentale de silice, tandis que les éponges et les diatomées sont des sources de silice marine. La silice lithologique est amenée à la surface par des événements volcaniques tandis que l'altération des roches préexistantes libère de la silice dans les eaux.

Les sources de silice peuvent être divisées en deux sortes : silice des matériaux organiques et de matériaux inorganiques. La première sorte est également connue sous le nom de silice biogénique (en), est un matériau omniprésent chez les animaux et les plantes. Elle constitue le deuxième élément le plus abondant dans la croûte terrestre. Les minéraux silicatés sont les principaux composants de 95 % des roches actuellement identifiées.

### Biologie
La silice biogénique est la principale source de silice de la diagenèse. L'un des exemples les plus marquants est la présence de silice dans les phytolithes des feuilles des plantes, c'est-à-dire des graminées et des Equisetaceae. Certains ont suggéré que la silice des phytolithes pouvait servir de mécanisme de défense contre les herbivores, sa présence dans les feuilles augmentant la difficulté de digestion, ce qui nuit à la condition physique des herbivores. Cependant, les preuves d'effets néfastes de la silice sur la santé des animaux et des plantes sont encore insuffisantes.
En outre, les éponges représentent une autre source biogénique de silice naturelle chez les animaux. Elles appartiennent à l'embranchement des porifera dans le système de classification. Les éponges siliceuses sont souvent associées à des couches sédimentaires silicifiées, par exemple dans la formation de Yanjiahe en Chine du Sud. Certaines d'entre eux se présentent sous forme de spicules d'éponge et sont associés à du quartz microcristallin ou à d'autres carbonates après silicification. Elles pourraient également être la source principale des lits de précipitations tels que les lits de chaille ou les chailles des bois pétrifiés.
Les bacillariophyta, un groupe important de microalgues vivant en milieu marin, sont une source significative de silice diagénique. Elles ont des parois cellulaires en silice, également appelées frustules de diatomées. Dans certaines roches sédimentaires silicifiées, des fossiles de diatomées sont mis au jour, ce qui suggère que les frustules de diatomées sont des sources de silice pour la silicification. Les calcaires silicifiés de la formation d'Astoria (état de Washington) datant du miocène, l'ignimbrite silicifiée dans le champ de geyser d'El Tatio au Chili et les roches sédimentaires siliceuses tertiaires dans les forages en eaux profondes du Pacifique occidental en sont des exemples,. La présence de silice biogénique provenant de diverses espèces vivantes a mis en place un cycle marin de la silice à grande échelle faisant circuler l'élément dans l'océan. La teneur en silice est conséquemment élevée dans les zones de remontée active de la silice dans les sédiments marins profonds. En outre, les coquilles carbonatées qui se sont déposées dans des environnements marins peu profonds enrichissent les teneurs en silice dans les zones du plateau continental.

### Géologie
Le principal composant du manteau supérieur de la Terre est la silice (SiO2), ce qui en fait la principale source de silice dans les fluides hydrothermaux. Le SiO2 est un composant stable. Il apparaît souvent sous forme de quartz dans la roche volcanique. Certains quartz dérivés de roches préexistantes apparaissent sous forme de sable et de quartz détritique qui interagissent avec l'eau de mer pour produire des fluides siliceux. Dans certains cas, la silice des roches siliceuses est soumise à une altération hydrothermale et réagit avec l'eau de mer à certaines températures, formant une solution acide qui étend la silicification aux matériaux avoisinants. L'altération chimique des roches survient dans le cycle géologique, et provoque également la libération de l'acide silicique en tant que sous-produit. La silice des roches altérées se retrouve entrainée dans les eaux et forme des dépôts dans des environnements marins peu profonds.

## Mécanismes de silicification

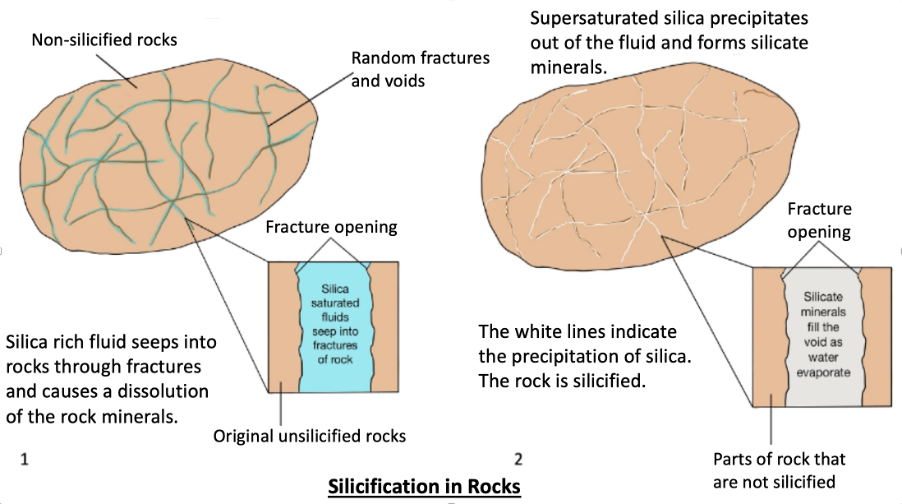
Ce diagramme montre la mécanique de la silicification par dissolution des matériaux rocheux et précipitation de la silice. Les fluides enrichis en silice sont généralement sursaturés en silice de sorte que lorsqu'ils s'infiltrent dans les vides, la silice précipite. D'autre part, ces fluides sont relativement sous-saturés en autres minéraux de la roche, ce qui conduit à une dissolution des minéraux. Ces matériaux sont emportés par les fluides et sont remplacés par de la silice.

La présence de fluides hydrothermaux est essentielle en tant que milieu pour les réactions géochimiques pendant la silicification. Différents mécanismes interviennent dans la silicification de différents matériaux. Dans la silicification des matériaux rocheux tels que les carbonates, le remplacement des minéraux par l'altération hydrothermale est courant, tandis que la silicification des matériaux organiques tels que les bois est uniquement un processus de perméation.

### Remplacement
Le remplacement de la silice implique deux processus :
1. la dissolution des minéraux de la roche[1]
2. la précipitation de la silice[1]

Cela pourrait s'expliquer par la substitution des carbonates par la silice. Les fluides hydrothermaux sont sous-saturés en carbonates et sursaturés en silice. Lorsque les roches carbonatées entrent en contact avec les fluides hydrothermaux, en raison de la différence de gradient, les carbonates de la roche d'origine se dissolvent dans le fluide tandis que la silice précipite à l'extérieur. Le carbonate dissous se retrouve donc retiré du système tandis que la silice précipitée recristallise en divers minéraux silicatés, en fonction de sa phase. La solubilité de la silice dépend fortement de la température et du pH de l'environnement où un pH à 9 est la valeur de contrôle. SI le pH est inférieur à 9, la silice précipite hors du fluide tandis que si le pH excède 9, la silice devient très soluble.

### Perméation

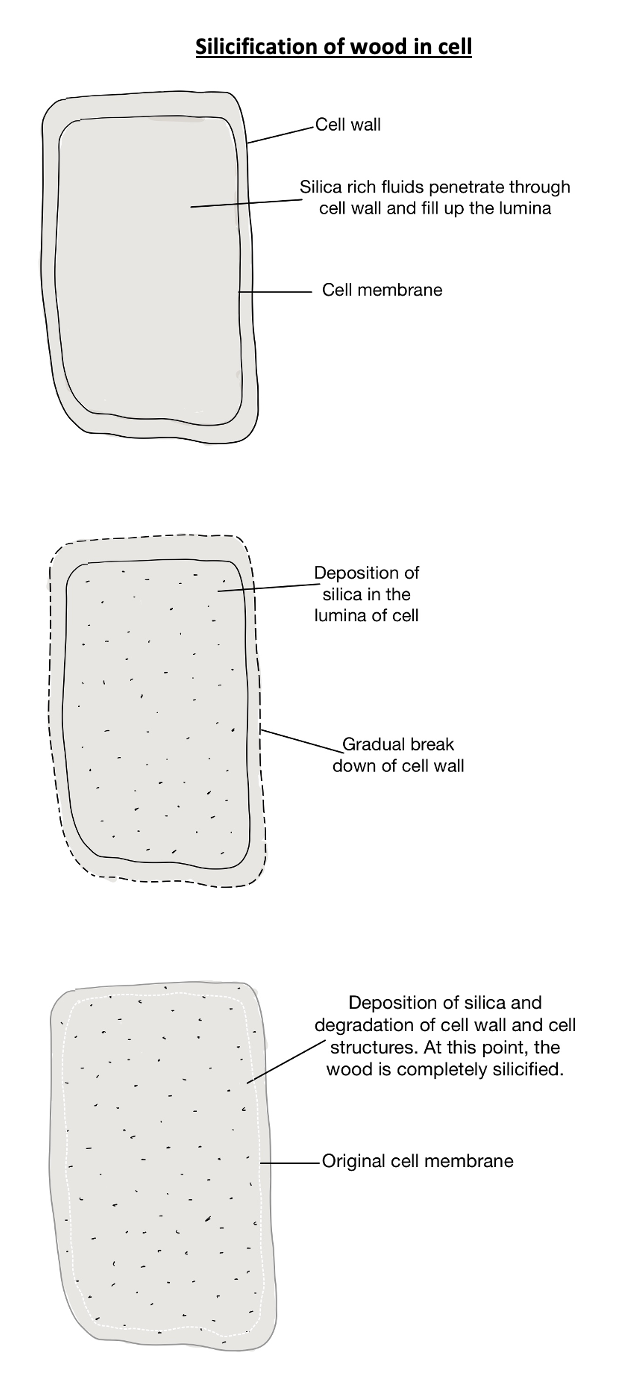
Ce schéma montre le mécanisme de silicification du bois dans une cellule. La silice pénètre à travers la paroi cellulaire. Les structures cellulaires se détériorent progressivement et la silice se dépose dans toute la cellule. Adapté et modifié de Furuno, 1986 et Fengel, 1991,.

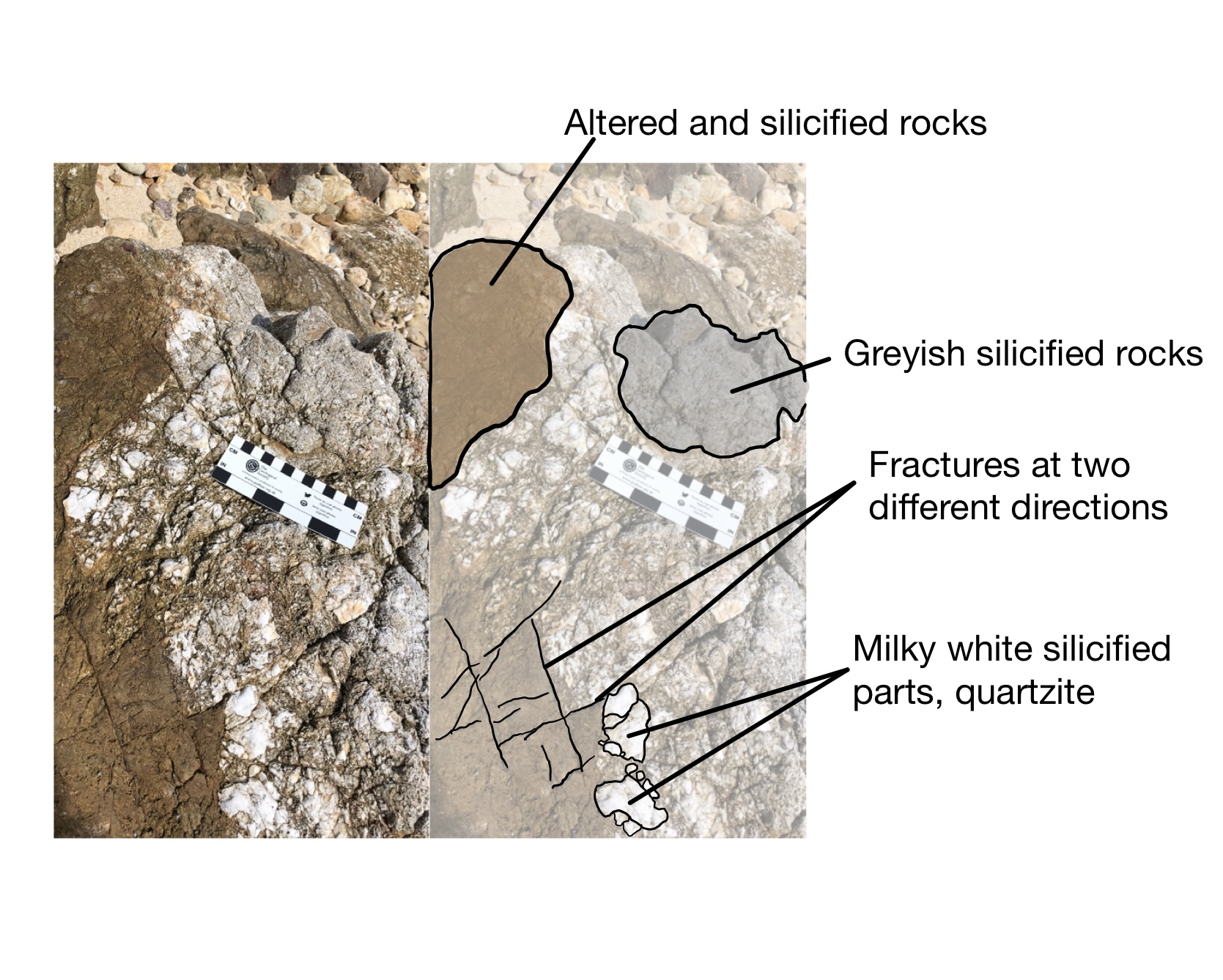
À gauche : brèche hydrothermale silicifiée. Les parties blanc grisâtre ont subi une silicification. Droite : schéma annoté de l'image de gauche, montrant les caractéristiques d'une brèche silicifiée.

Dans la silicification du bois, la silice se dissout dans les fluides hydrothermaux et s'infiltre dans la lignine composant les parois cellulaires. Elle se précipite hors des fluides et se dépose dans les vides, en particulier dans les parois cellulaires,. Les matières cellulaires étant décomposées par les fluides, la structure reste stable grâce à la minéralisation. Les structures cellulaires sont lentement remplacées par la silice. La pénétration continue des fluides siliceux entraîne les étapes de silicification primaire et secondaire. La perte de fluides avec le temps conduit à la cémentation des bois silicifiés par addition tardive de silice.
Le taux de silicification dépend de certains facteurs :
1. le taux de fracturation des cellules d'origine[18].
2. la disponibilité des sources de silice et teneur en silice dans le fluide[1],[3].
3. la température et le pH du milieu de silicification[1],[3].
4. l'interférence d'autres processus diagénétiques[3],[19].

Ces facteurs influencent le processus de silicification de plusieurs manières. Le taux de rupture des cellules d'origine contrôle le développement de la structure minérale, et donc le remplacement de la silice. La disponibilité de la silice détermine directement la teneur en silice des fluides. Plus la teneur en silice est élevée, plus la silicification est rapide. Le même concept s'applique à la disponibilité des fluides hydrothermaux. La température et le pH de l'environnement déterminent les conditions de la silicification,. Ceci est étroitement lié à la profondeur d'enfouissement ou à l'association avec des événements volcaniques. L'interférence d'autres processus diagénétiques pourrait parfois perturber la silicification. Le temps relatif de la silicification par rapport à d'autres processus géologiques pourrait servir de référence pour d'autres interprétations géologiques,.

## Exemples

### Roches volcaniques
Dans la baie de la Conception à Terre-Neuve, sur la côte sud-est du Canada, une série de roches volcaniques précambriennes à cambriennes ont été silicifiées. Ces roches sont principalement constituées de coulées rhyolitiques et basaltiques, avec des tufs cristallins et des brèches intercalées. La silicification régionale a eu lieu en tant que processus d'altération préliminaire avant que d'autres processus géochimiques ne se produisent. La source de silice à proximité de la zone provient de fluides siliceux chauds provenant de coulées rhyolitiques dans des conditions statiques. Une part importante de la silice apparaît sous la forme de quartz calcédonien blanc, de veines de quartz ainsi que de cristaux de quartz granuleux. En raison des différences de structure des roches, la silice remplace différents matériaux dans des roches situées à des endroits proches. Le tableau suivant montre le remplacement de la silice dans différentes localités :
| Emplacement | Matériel remplacé        | Forme de silice                                               |
| ----------- | ------------------------ | ------------------------------------------------------------- |
| Manuels     | Sphérulites de rhyolites | Quartz calcédoine                                             |
| Clarenville | Masse de roches          | Quartz calcédoine avec séricite le long de fissures vitreuses |

### Roches métamorphiques
Dans la nappe de Semail, à Oman, dans les Émirats arabes unis, on a trouvé de la serpentinite silicifiée. L'apparition de telles caractéristiques géologiques est plutôt inhabituelle. Il s'agit d'une altération pseudomorphique où le protolithe de la serpentinite était déjà silicifié. En raison des événements tectoniques, la serpentinite basale a été fracturée et l'eau souterraine s'est infiltrée le long des failles, déclenchant une circulation à grande échelle dans les strates. Par dissolution hydrothermale, la silice a précipité et s'est cristallisée autour des vides de la serpentinite. Par conséquent, la silicification ne peut être observée que le long des voies d'eau souterraine. La silicification de la serpentinite s'est formée dans des conditions où l'écoulement des eaux souterraines et la concentration de dioxyde de carbone sont faibles,.

### Carbonates

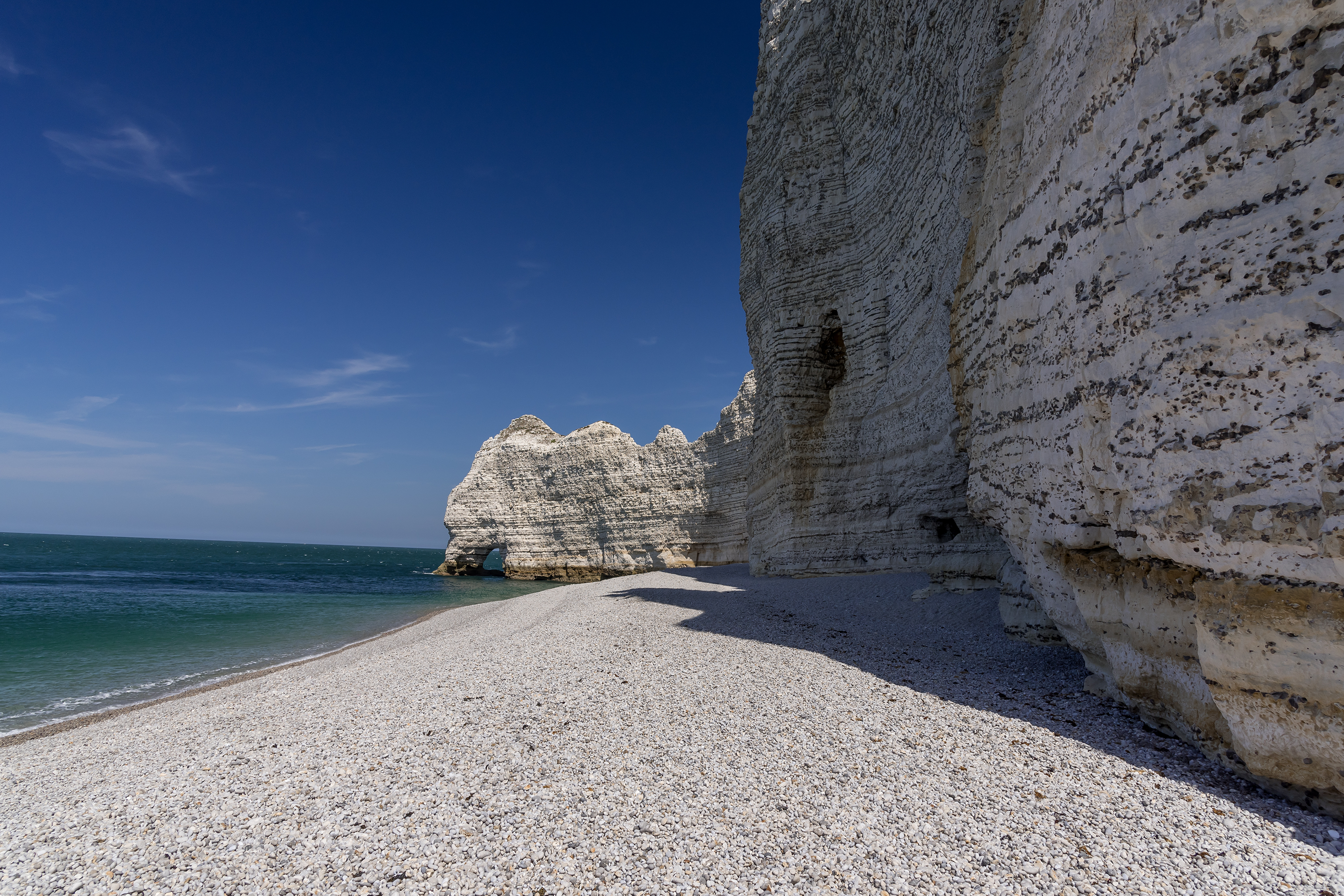
Les falaises de la côte d'Albâtre exposent des cycles de craie et de bancs de silex formés par le processus de silicification. Cette cyclicité est en lien avec les paramètres astronomiques de Milankovitch.

Les carbonates silicifiés peuvent apparaître sous forme de couches de roches carbonatées silicifiées ou sous la forme de karsts silicifiés. Le bassin paléogène de Madrid, dans le centre de l'Espagne, bassin d'avant-pays résultant de l'orogenèse alpine, constitue un exemple de carbonates silicifiés dans les couches rocheuses. La lithologie se compose d'unités de carbonate et de détritus qui se sont formées dans un environnement lacustre. Les unités rocheuses sont silicifiées et l'on trouve des chailles, du quartz et des minéraux opalins dans les couches. Elle est conforme aux lits évaporitiques sous-jacents, également d'âges similaires. On y a constaté qu'il y a eu deux stades de silicification dans les strates rocheuses. Le stade antérieur de la silicification offrait des conditions et un site plus favorables à la précipitation de la silice. La source de celle-ci est encore incertaine. Aucune silice biogène n'a été détectée dans les carbonates. Cependant, on trouve des films microbiens dans les carbonates, ce qui pourrait suggérer la présence de diatomées.
Les karsts sont des grottes carbonatées formées par la dissolution de roches carbonatées comme le calcaire et la dolomie. Ils sont généralement exposés aux eaux souterraines et sont dissous avec les eaux de drainage. Les karsts silicifiés et les dépôts de grottes se forment lorsque des fluides siliceux pénètrent dans les karsts par des failles et des fissures. Le calcaire Mescal du mésoprotérozoïque dans le centre de l'Arizona est typique du karst silicifié. Une partie des carbonates est remplacée par des cherts (chailles) au début de la diagenèse et le reste est complètement silicifié aux stades ultérieurs. La source de silice dans les carbonates est généralement associée à la présence de silice biogénique ; cependant, la source de silice du calcaire de Mescal provient de l'altération des basaltes sus-jacents, qui sont des roches magmatiques extrusives à forte teneur en silice.

### Bois silicifiés
La silicification des bois se produit généralement dans des conditions terrestres, mais parfois aussi dans en environnements aquatiques. La silicification des eaux de surface peut se faire par la précipitation de silice dans les sources chaudes enrichies en silice. Sur la côte nord du Japon central, la source chaude de Tateyama a une forte teneur en silice qui contribue à la silicification des bois tombés et des matières organiques à proximité. La silice précipite rapidement hors des fluides et l'opale est la principale forme de silice. Avec une température d'environ 70 °C et un pH d'environ 3, l'opale déposée est composée de sphères de silice de différentes tailles disposées de manière aléatoire.

## Silicification précoce

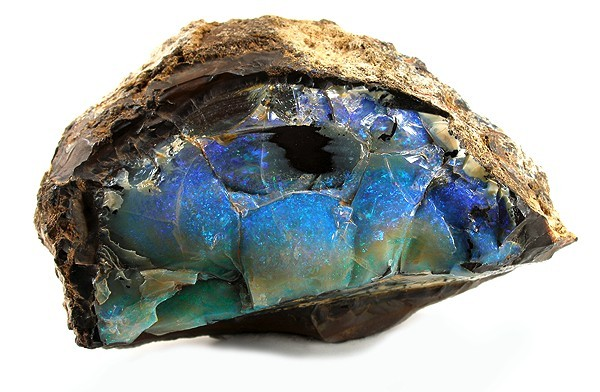
Opale incrustée de jaspe

Le magma mafique a été prédominant sur le fond marin à environ 3,9 Ga pendant la transition Hadéen-Archéen. En raison de la silicification rapide, la croûte continentale felsique a commencé à se former. À l'Archéen, la croûte continentale était composée de suites tonalite-trondhjémite-granodiorite (TTG) ainsi que de suites granite-monzonite-syénite.
Le mont Goldsworthy, dans le craton de Pilbara situé en Australie-Occidentale, présente l'un des premiers exemples de silicification avec une séquence de roches métasédimentaires clastiques archéennes, révélant l'environnement de surface de la Terre dans les premiers temps avec des preuves de silicification et d'altération hydrothermale. La composition minérale des roches mises au jour est dominée par le SiO2. La succession a été soumise à un degré élevé de silicification en raison de l'interaction hydrothermale avec l'eau de mer à basse température. Les fragments lithiques ont été remplacés par du quartz microcristallin et les protolithes ont été altérés au cours de la silicification. L'état de la silicification et les éléments présents suggèrent que la température de surface et les teneurs en dioxyde de carbone étaient élevées pendant la syn-déposition et la post-déposition, ou les deux.
La ceinture de roches vertes de Barberton en Afrique du Sud, plus précisément le supergroupe d'Eswatini datant d'environ 3,5–3,2 Ga, est un ensemble de roches volcaniques-sédimentaires silicifiées bien préservées. De composition ultramafique à felsique, les roches volcaniques silicifiées se trouvent directement sous la couche de chert lité. Les roches sont plus silicifiées près du contact avec le chert lité, ce qui suggère une relation entre le dépôt de chert et la silicification. Les zones altérées par la silice révèlent que les activités hydrothermales, comme la circulation de l'eau de mer, font circuler activement les couches rocheuses à travers les fractures et les failles pendant le dépôt du chert stratifié. L'eau de mer a été réchauffée et a donc absorbé des matériaux siliceux d'origine volcanique. Les fluides enrichis en silice provoquent la silicification des roches en s'infiltrant dans les matériaux poreux au cours de la phase syn-dépositionnelle à basse température,.